# Russische Verfassungskrise 1993
Die russische Verfassungskrise 1993 begann am 21. September, als der russische Präsident Boris Jelzin  per Dekret den gesetzgebenden Kongress der Volksdeputierten sowie den Obersten Sowjet Russlands auflöste.

## Hintergrund
Nach dem Augustputsch in Moskau und dem Zerfall der Sowjetunion 1991 kam es zwischen dem noch zu Sowjetzeiten (1989) gewählten Kongress der Volksdeputierten Russlands und dem 1991 gewählten russischen Präsidenten Jelzin wiederholt zu Spannungen.

## Verlauf
Im Machtkampf zwischen dem Volksdeputiertenkongress (unter dem Vorsitzenden des Obersten Sowjets, Ruslan Chasbulatow) und Präsident Jelzin setzte Letzterer ein Volksreferendum zur Wirtschaftspolitik der Regierung im Volksdeputiertenkongress durch, das er am 25. April 1993 mit 58,1 Prozent der Stimmen gewann. Daraufhin legte eine von Jelzin einberufene Verfassungskonferenz aller gesellschaftlichen Kräfte im Juli einen neuen Verfassungsentwurf vor.
Das Volksdeputiertenkongress lehnte den Verfassungsentwurf jedoch ab, woraufhin Jelzin ihn per Dekret auflöste und für den 12. Dezember Neuwahlen sowie eine Volksabstimmung über die von der Verfassungskonferenz neu entworfene Verfassung ankündigte. Der Volksdeputiertenkongress wies Jelzins Dekret zurück und entschied, Jelzin durch ein Amtsenthebungsverfahren der Präsidentschaft zu entheben. Sein ihm entfremdeter Vizepräsident Alexander Ruzkoi wurde der existierenden Verfassung gemäß zum amtierenden Präsidenten vereidigt. Ruzkoi wiederum ernannte als Teil einer Gegenregierung einen eigenen Verteidigungsminister. Die Volksdeputierten verbarrikadierten sich im Weißen Haus, dem Parlamentsgebäude, woraufhin Jelzin den Strom und Telefon abstellte. Ruzkoi-Anhänger sammelten sich vor dem Gebäude und bekamen Waffen ausgehändigt. Die Armee blieb unter Jelzins Kontrolle und patrouillierte die Straßen um das Parlament herum. Unter der Bevölkerung gab es sowohl Pro-Jelzin als auch Pro-Ruzkoi-Befürworter, da beide auf unterschiedlicher Weise legitimiert waren.
Am 2. Oktober gab es in der Moskauer Innenstadt ein Straßenfest mit Rockmusik und einer Musikbühne zum Anlass des 500. Geburtstag der Arbat, der ältesten Straße Moskaus. Am Rande des Straßenfest sammelten sich Pro-Ruskoi-Anhänger mit Sovietflaggen am Smolenskaya-Platz, woraufhin diese von der OMON gewaltsam auf die Straße gedrängt wurden. Die Protestierenden benutzten Teile der Bühne und errichteten damit Straßensperren. Die Polizei räumte die Barrikaden über Nacht ab.
Am 3. Oktober flammten die Proteste am gleichen Platz nahe des Außenministerium der Russischen Föderation wieder auf, da sich Gerüchte streuten, dass es am Vortag Tote unter den Protestierenden gab. Russland befand sich am Rande eines Bürgerkrieges. Die Protestierenden warfen Jelzin vor, den Kommunismus zu demontieren. Die Polizei löste die Demonstrationen auf, aber überall in der Stadt kam es zu weiteren Ausschreitungen. Chasbulatow rief zum Sturm auf den Kreml auf und Ruzkoi zur Besetzung des Fernsehstudios Ostankino. Der bewaffnete Sturm seiner Anhänger auf das Fernsehstudio scheiterte nach heftigen nächtlichen Kämpfen am 3. Oktober.
Trotz dieser Niederlage ging der Häuserkampf am Fernsehstudio weiter und auch das Parlamentsgebäude blieb von den Ruzkoi-Anhängern besetzt. Jelzin befahl den Ausnahmezustand. Truppen der Armee beschossen das Parlamentsgebäude mit Panzergranaten und zerstörten es dadurch fast. Ein Großteil der Volksdeputierten floh nun. Am 5. Oktober fiel der bewaffnete Widerstand gegen Jelzin in sich zusammen. Der zehn Tage andauernde Konflikt war seit der Oktoberrevolution 1917 der Straßenkampf mit den meisten Toten in Moskau. Laut Angaben der Regierung starben bei der Krise 187 Menschen, 437 wurden verletzt (fast alle Unterstützer des Kongresses). Die Rädelsführer um Ruzkoi und Chasbulatow wurden verhaftet.
Im Dezember wurden die Wahlen zum Parlament abgehalten und die russische Bevölkerung billigte am gleichen Tag per Volksabstimmung die neue Verfassung Russlands. Bei den Neuwahlen wurde der Kongress der Volksdeputierten von dem neugeschaffenen Zweikammerparlament mit Föderationsrat und Duma abgelöst. Das Amt des Vizepräsidenten wurde abgeschafft. Gegner Jelzins errangen bei der russischen Parlamentswahl 1993 erneut die Mehrheit, auch wegen der Uneinigkeit im sogenannten Reformlager.
Bereits am 26. Februar 1994 wurde, auf Antrag der nationalistischen LDPR unter Wladimir Schirinowski, gemeinsam mit den neu organisierten Kommunisten der KPRF und gegen den Protest Jelzins eine Amnestie der Putschisten des Augustputsches 1991 und der Rädelsführer der russischen Verfassungskrise im Oktober 1993 beschlossen.

Entwicklung der Zusammensetzung des Kongresses der russischen Volksdeputierten zwischen April 1991 und März 1993
Fraktionen im April 1991, …
… im Dezember 1992 …
… und im März 1993.

## Internationale Ebene
Mehrere Regierungs- und Staatschefs aus dem GUS-Raum sowie Westeuropa unterstützten Jelzin, so unter anderem der deutsche Bundeskanzler Helmut Kohl.
Aus Transnistrien kamen Freiwillige zur Verteidigung des Parlaments.

## Bewertung
Der Osteuropahistoriker Jan C. Behrends betrachtete den Gewaltausbruch von 1993 rückschauend als das Stichdatum für den Beginn des autoritären Umbaus in Russland nach dem Ende der kommunistischen Diktatur, der im Putinismus mündete.